# Joseph Polchinski
Joseph Gerard Polchinski Jr., dit Joe Polchinski, né le 16 mai 1954 à White Plains dans l'État de New York et mort le 2 février 2018, est un physicien américain de premier plan dans le domaine de la théorie des cordes.
Il a notamment découvert que les D-branes, auxquelles sont attachées les cordes ouvertes, sont les charges élémentaires qui couplent[Quoi ?] au champ de Ramond (en). Il travaillait à l'Institut Kavli de physique théorique à Santa Barbara.

## Récompenses et distinctions
- 2007 : prix Dannie-Heineman de physique mathématique
- 2008 : médaille Dirac de l'ICTP

## Principales publications
- (en) String Theory, Cambridge University Press, Cambridge, 1998.
  - An introduction to the bosonic string, vol. 1,  (ISBN 0-521-63303-6).
  - Superstring theory and beyond, vol. 2,  (ISBN 0-521-63304-4).